# باراكاس سينترال
باراكاس سينترال نادي كرة قدم أرجنتيني يقع في العاصمة بوينس آيرس. تأسس في 5 أبريل 1904. تحت قيادة المدرب إيميليو بالدونيدو حقق بطولة الدرجة الممتازة للهواة مرتين في 1944 و1948 كما حقق بطولة الدرجة الممتازة د مرتين 1974 و1981. نجح النادي في في حقبة التسعينات من الارتقاء إلى الدرجة الممتازة ج واستطاع تحقيق اللقب في 2003 أما آخر إنجاز للنادي فقد كان الفوز ببطولة الدرجة الممتازة ج موسم 2009-2010 وصعودهم إلى الدرجة الممتازة ب (الدرجة الثالثة حسب ترتيب الدوريات في الأرجنتين) اعتبارا من موسم 2010-2011.

## وصلات خارجية
- الموقع الرسمي